# Băneasa (Giurgiu)
Băneasa is een Roemeense gemeente in het district Giurgiu.
Băneasa telt 5277 inwoners.